# Vendeuvre
Vendeuvre (vɑ̃.dœvʁⓘ) es una población y comuna francesa, situada en la región de Baja Normandía, departamento de Calvados, en el distrito de Caen y cantón de Morteaux-Coulibœuf.
Incluye las communes associées de Escures-sur-Favières y Grisy.

## Demografía
| 828 | 809 | 721 | 706 | 708 | 734 |
| Para los censos de 1962 a 1999 la población legal corresponde a la población sin duplicidades (Fuente: INSEE [Consultar]) |     |     |     |     |     |

Es la comuna más poblada del cantón.
En 1999, la población de las communes associées era de 271 habitantes para Escures-sur-Favières y 119 para Grisy.